# Johann Christian Senckenberg
Johann Christian Senckenberg (28 de febrer de 1707 – 15 de novembre de 1772) va ser un metge i naturalista alemany.
Senckenberg nasqué a Frankfurt am Main. L'any 1763 va fundar la Fundació Senckenberg per donar suport a les ciències naturals. Aquesta fundació va fundar el Botanischer Garten der Johann Wolfgang Goethe-Universitat Frankfurt am Main.
El seu nom es commemora en la Senckenberg Gesellschaft für Naturforschung (Societat d'Història Natural Senckenberg) la qual va dotar la Biblioteca de la Universitat de Frankfurt i el museu Naturmuseum Senckenberg.